# Барбара Кьолер
Барбара Кьолер (на немски: Barbara Köhler) е германска поетеса, есеистка и преводачка.

## Биография и творчество
Родена е в Бургщет, но израства в Пениг, Саксония. Завършва техникум по текстил и работи в Карлмарксщат (дн. Кемниц) като болногледачка и осветителка в градския театър. Следва в Литературния институт „Йоханес Р. Бехер“ в Лайпциг.
Първите си творби Барбара Кьолер публикува в списания и в продължение на две години е сътрудник в областния литературен център. След обединението на Германия през 1990 г. поетесата остава без работа и преминава на свободна практика. Получава наградата на Фондация „Юрген Понто“ (1990). Това ѝ дава възможност да издаде първата си книга - „Немска рулетка, стихове 1984-1989“ (1991), за която е удостоена с поощрителното отличие към литературната награда „Леонс и Лена“. В 1994 г. Барбара Кьолер се преселва в Дуисбург, където се установява трайно. Излизат стихосбирките ѝ „Blue Box“ [Синя кутия] (1995) и „С лице към морето“  (1995). След 1996 г. поетесата представя „текстови инсталации“ под формата на временни или постоянни произведения, предназначени за общественото пространство. Показателна е изложбата ѝ „words for windows 2“ в ландтага на Северен Рейн-Вестфалия (1997), за която получава литературната награда на провинцията.
В 1995 г. Барбара Кьолер е избрана за „градски писател“ в Райнсберг, а през 1997 г. е гостуващ писател в университета Уоруик, Великобритания. Публикува поетическия цикъл „cor responde“ (1998) и сборника с поезия и проза „Племенницата на Витгенщайн“ (1999) – литературен отглас към романа на Томас Бернхард „Племенникът на Витгенщайн“ (1982). През 2000 г. Барбара Кьолер участва в проекта „to change the subject“ с текста „Ничия жена“. Произведенията на поетесата са твърде различни във формално отношение, но ги обединява една основна тема: животът на Аз-а в езиковото пространство.

### Поезия
- Deutsches Roulette. Gedichte 1984-1989, 1991
- Blue Box, Gedichte, 1995
- In Front der See, Gedichte, 1995
- cor responde, Gedichte deutsch/portugiesisch, 1998
- Rondeau Allemagne i inne wiersze, 2005
- Niemands Frau. Gesänge zur Odyssee, 2007

### Проза
- Retrospektive, 1991
- Wittgensteins Nichte, Vermischte Schriften, 1999
- Der Tanz der Vampire, 2000
- Ungarisches Wasser, gemeinsam mit Osmar Osten, 2000
- zeit zum essen. eine tischgesellschaft, Audio-CD, 2001
- Neufundland. Schriften, teils bestimmt, 2012
- 36 Ansichten des Berges Gorwetsch, 2013

## Награди и отличия
- 1990: „Литературна награда на Фондация „Юрген Понто““
- 1991: „Награда Леонс и Лена“ (поощрение)
- 1992: „Награда Фридрих Хьолдерлин на град Бад Хомбург“ (пощрение)
- 1994: Förderpreis zum Else-Lasker-Schüler-Dramatikerpreis
- 1995: Stadtschreiberin zu Rheinsberg
- 1996: „Награда Клеменс Брентано“ на град Хайделберг
- 1997: „Поощрителна награда на провинция Северен Рейн-Вестфалия за литература“
- 1997: „writer in residence“ an der University of Warwick
- 1999: „Рурска литературна награда“
- 2001: „Награда Лесинг“ на провинция Саксония (поощрение)
- 2003: Samuel-Bogumil-Linde-Preis
- 2006: Stipendiatin im Künstlerhaus Edenkoben
- 2007: „Шпихер: литературна награда Лойк“
- 2008: „Награда Йоахим Рингелнац“
- 2009: „Литературна награда на Културното сдружение на немската икономика“ (поезия)
- 2009: Erlanger Literaturpreis für Poesie als Übersetzung, mit Ulf Stolterfoht
- 2016: „Награда Петер Хухел“
- 2017: Alice Salomon Poetik Preis
- 2018: „Награда Ернст Майстер за поезия“